# Lâu đài Orlík
Lâu đài Orlík cách thị trấn Orlík nad Vltavou khoảng 500m(1600 ft) về phía đông bắc, thuộc địa phận huyện Písek, Nam Bohemia của Cộng hòa Séc. Ban đầu lâu đài nằm trên một tảng đá cao 60 mét (200 ft) phía trên thung lũng Vltava, sau này khi hồ chứa Orlík xâyduwnjgj vào năm 1954–1962, lâu đài chỉ còn cách mặt hồ vài mét.
Trong tiếng Séc, cái tên Orlík được hiểu là "đại bàng non" (tiếng Séc: Orel). Người ta thường so sánh sự tồn tại của lâu đài giống như một con đại bàng hoặc chiếc tổ đại bàng nằm trên tảng đá nhô lên từ bờ sông.

## Lịch sử

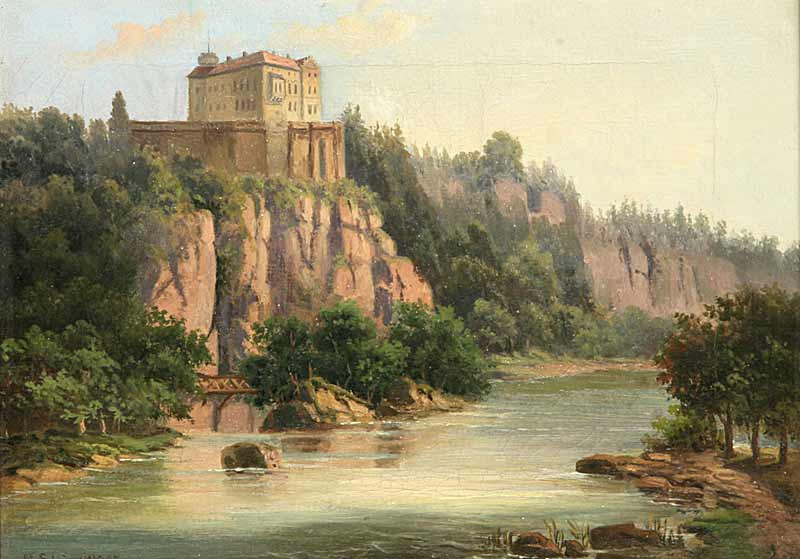
Lâu đài Orlík trước khi xây dựng đập Orlík. Tranh sơn dầu trên vải của họa sĩ người Séc Vilém Ströminger.

Orlík là lâu đài hoàng gia bên cạnh một pháo đài phía bên kia sông Vltava vào nửa sau của thế kỷ 13. Từ năm 1408, Zmrzlík của Svojšín sở hữu lâu đài. Vào năm 1508, lâu đài bị thiêu rụi và Lãnh chúa của Švamberk tái thiết mới lại như một lâu đài Phục hưng. Năm 1623, nhà Eggenbergs mua lại Orlík, vào năm 1717 là nhà Schwarzenbergs. Vào năm 1802, lâu đài bị đốt cháy, và trong quá trình sửa chữa sau đó thì xây thêm tầng bốn. Thành viên nổi tiếng nhất của nhà Schwarzenbergs là Thống chế Karl Philipp, Hoàng tử của Schwarzenberg, người đã chiến thắng Napoléon trong trận Leipzig năm 1813. Chế độ Cộng sản tịch thu lâu đài theo phong cách Gothic Sơ khai sau năm 1948 vào năm 1990 hoàn nguyên cho nhà Schwarzenbergs.
Một cây cầu đá bắc qua hào dẫn lỗi đến lâu đài. Ba tòa tháp tròn nhô lên trên mặt tiền chính, một trong số đó là tòa tháp ban đầu, được xây dựng vào thế kỷ 14. Lối đi vào lâu đài được cắt vào tảng đá và dẫn đến khoảng sân hình thang, với mái vòm ở tầng trệt. Tòa nhà lâu đời nhất là cung điện xây từ thế kỷ 14.
Nửa đầu thế kỷ 19, nội thất chủ yếu theo phong cách Đế chế. Lovecký sál (Sảnh của thợ săn) là minh chứng cho kiến trúc Gothic gốc. Nội thất được trang bị theo phong cách của thời kỳ này và có bộ sưu tập các tác phẩm nghệ thuật của dòng họ.
Liền kề lâu đài là khoảng công viên rộng lớn theo phong cách Anh, có 143 hécta (350 mẫu Anh), với các loài cây và bụi bản địa và du nhập và một nhà kính trồng hoa lồng đèn. Hầm Schwarzenberg nằm ở phía tây của công viên.